# Dominique-Marie David
Dominique-Marie David (ur. 21 września 1963 w Beaupréau) – francuski duchowny katolicki, arcybiskup Monako od 2020.

## Życiorys

### Prezbiterat
Święcenia kapłańskie otrzymał 29 czerwca 1991 i został inkardynowany do diecezji Nantes. Pracował głównie przy Wspólnocie Emmanuel (m.in. przy sekcji liturgicznej i jako wychowawca seminarzystów należących do wspólnoty). W 2019 został rektorem seminarium w Nantes.

### Episkopat
21 stycznia 2020 papież Franciszek mianował go arcybiskupem ordynariuszem archidiecezji Monako. Sakry biskupiej udzielił mu 8 marca 2020 jego poprzednik - arcybiskup Bernard Barsi. 